# Tim O'Reilly

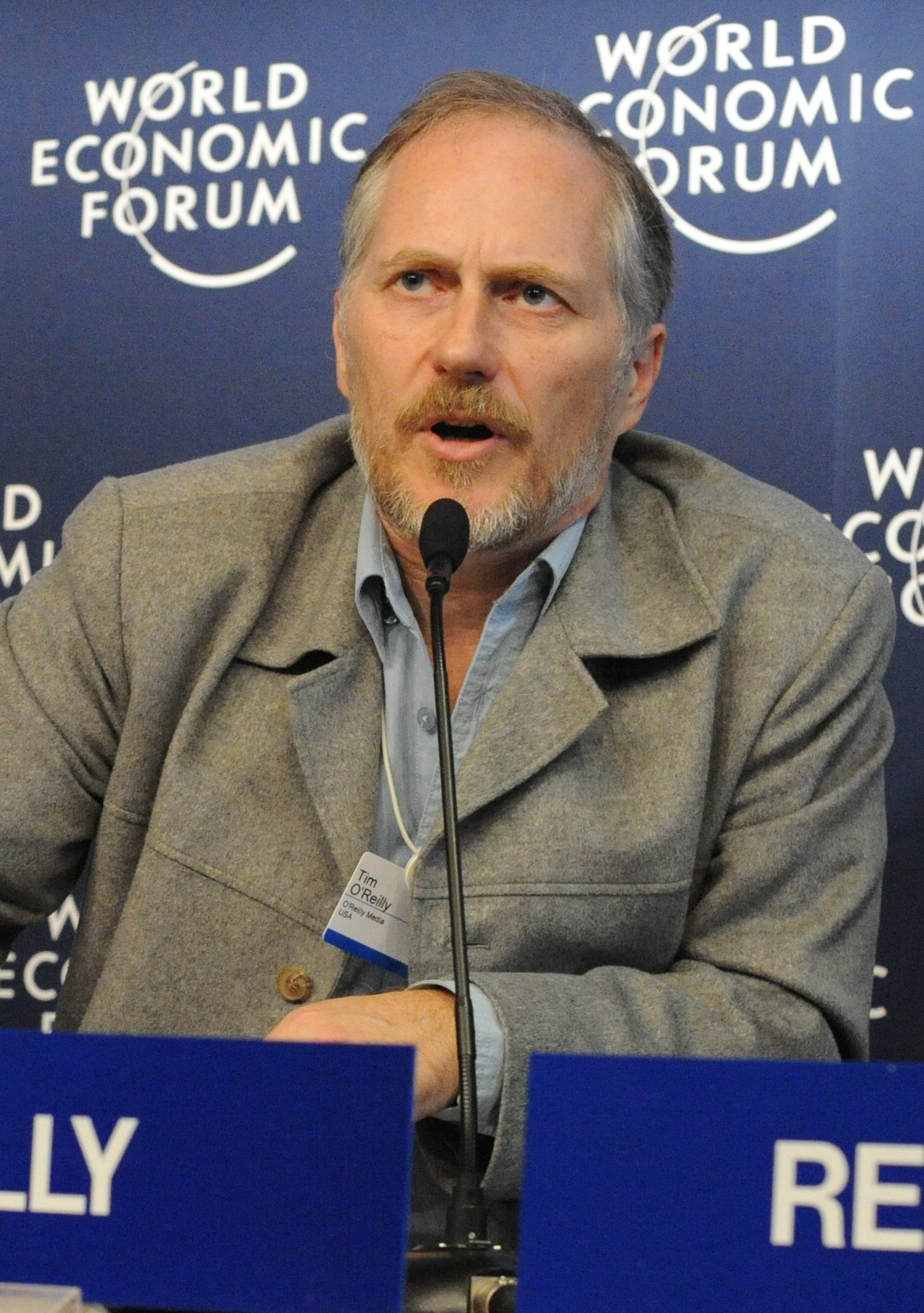
Tim O'Reilly

Tim O'Reilly, Iers: Tadhg Ó Raghallaigh (Cork, 6 juni 1954) is de oprichter en CEO van O'Reilly Media (voorheen O'Reilly & Associates) en een aanhanger van vrije software en open-sourcebewegingen. Het bedenken van de term "Web 2.0" wordt in het algemeen aan hem toegeschreven. 
O'Reilly was in eerste instantie, tot hij zijn diploma aan de middelbare school haalde, geïnteresseerd in literatuur. Nadat hij echter in 1975 met een B.A. cum laude in de klassieken aan het Harvard College afstudeerde, raakte hij verzeild in de wereld van computerboeken. Hij beschrijft zijn bedrijf niet als een boek- of online-uitgeverij, of als een producent van conferenties (ook al doet het bedrijf alle drie), maar als een "technology transfer company", "changing the world by spreading the knowledge of innovators" (het veranderen van de wereld met behulp van de kennis van vernieuwers). O'Reilly zit in de directie van CollabNet en zat in de directie van Macromedia, tot de fusie met Adobe in 2005. In maart 2007 werd hij lid van de directie van MySQL AB.
In 2001 was O'Reilly betrokken bij een conflict met Amazon.com, toen hij het protest leidde tegen Amazons one-click-octrooi en specifiek tegen Amazons gebruik van dat patent tegen concurrent barnesandnoble.com. Het protest eindigde met een bezoek van O'Reilly en Jeff Bezos van Amazon aan Washington, om daar te lobbyen voor octrooihervormingen.